# دوشان سافيتش
دوشان سافيتش (1 أكتوبر 1985 بنيش في صربيا - ) هو مدرب كرة قدم ولاعب كرة قدم صربي ومقدوني وكوري جنوبي في مركز الهجوم. شارك مع منتخب مقدونيا تحت 21 سنة لكرة القدم ومنتخب مقدونيا لكرة القدم. أما مع النوادي، فقد لعب مع إنتشون يونايتد وسلافيا صوفيا ونادي باختاكور طشقند ونادي براشوف ونادي رابوتنيتشكي ونادي فاردار ونادي فولين لوتسك ونادي زيمون وFK Belasica ‏ وFK Pobeda ‏ وFC Zhetysu ‏ وهوفيرلا أوجهورود ‏ وFC Kaisar ‏.

## مسيرته الكروية
لعب دوشان سافيتش خلال مسيرته الاحترافية مع 15 ناديًا في ثلاثة وعشرون موسمًا وسجل خلالها 105 هدف ضمن 356 مباراة. حيث فاز في موسمين بالكأس وفي موسم واحد بالدوري.
خاض دوشان سافيتش مسيرته مع FK Belasica ‏ في موسم 2004–05 في المرة الأولى ولمدة موسمين ثم في موسم 2018–19 لمدة موسم واحد، مشاركًا طوالها في 71 مباراة سجل خلالها 16 هدفًا. ثم انتقل إلى FK Pobeda ‏ في موسم 2006–07 لمدة موسم واحد، حيث شارك في 27 مباراة سجل خلالها 16 هدفًا أيضًا. لينتقل بعدها إلى نادي فاردار في موسم 2007–08 لمدة موسم واحد، مشاركًا في 21 مباراة سجل خلالها 4 أهداف. ثم انتقل إلى نادي رابوتنيتشكي في موسم 2008–09 واستمر معه طيلة ثلاثة مواسم، مشاركًا في 46 مباراة سجل خلالها 18 هدفًا. هذا وانتقل لاحقًا إلى نادي براشوف في موسم 2009–10 لمدة موسم واحد، مشاركًا في 10 مباريات سجل خلالها هدفًا واحدًا. ثم انتقل بعدها إلى نادي إنتشون يونايتد ما بين عامي 2010 و2011 لمدة موسم واحد، مشاركًا في مباراتين ولم يسجل أي هدف. ليعود وينتقل من جديد، لكن هذه المرة إلى نادي باختاكور طشقند ما بين عامي 2011 و2012 لمدة موسم واحد، مشاركًا في 13 مباراة سجل خلالها 7 أهداف. لينتقل بعدها إلى نادي فولين لوتسك في موسم 2011–12 ولمدة موسمين، مشاركًا في 27 مباراة سجل خلالها 6 أهداف. ثم لعب في هوفيرلا أوجهورود ‏ في موسم 2013–14 لمدة موسم واحد، مشاركًا في 9 مباريات سجل خلالها هدفًا واحدًا. ليعود ويرتحل عنه إلى FC Kaisar ‏ ما بين عامي 2014 و2015 لمدة موسم واحد، مشاركًا في 18 مباراة سجل خلالها 3 أهداف. ثم انتقل إلى نادي سلافيا صوفيا في موسم 2014–15 لمدة موسم واحد، مشاركًا في 8 مباريات سجل خلالها هدفًا واحدًا. لينتقل بعدها إلى FC Zhetysu ‏ في عامي 2015-2017 ولمدة موسمين، مشاركًا في 51 مباراة سجل خلالها 24 هدفًا. ثم انتقل إلى نادي توبول في عامي 2016-2018 ولمدة موسمين، مشاركًا في 22 مباراة سجل خلالها 3 أهداف. هذا وانتقل لاحقًا إلى نادي آكتوبه ما بين عامي 2017 و2018 لمدة موسم واحد، مشاركًا في 16 مباراة سجل خلالها 4 أهداف. ثم انتقل بعدها إلى نادي زيمون في موسم 2017–18 ولمدة موسمين، مشاركًا في 15 مباراة سجل خلالها هدفًا واحدًا.

## وصلات خارجية
- دوشان سافيتش على موقع الاتحاد الأوربي (الإنجليزية)
- دوشان سافيتش على موقع اتحاد أوكرانيا (الإنجليزية)
- دوشان سافيتش على موقع دوري كوريا الجنوبية (الإنجليزية)
- دوشان سافيتش على موقع قاعدة بيانات كرة القدم.إي يو (الإنجليزية)
- دوشان سافيتش على موقع ناشيونال فوتبول تيمز (الإنجليزية)
- دوشان سافيتش على موقع Soccerbase.com (لاعب) (الإنجليزية)
- دوشان سافيتش على موقع Soccerway.com (الإنجليزية)
- دوشان سافيتش على موقع عالم كرة القدم.نت (الإنجليزية)